# Nave espacial reutilizable

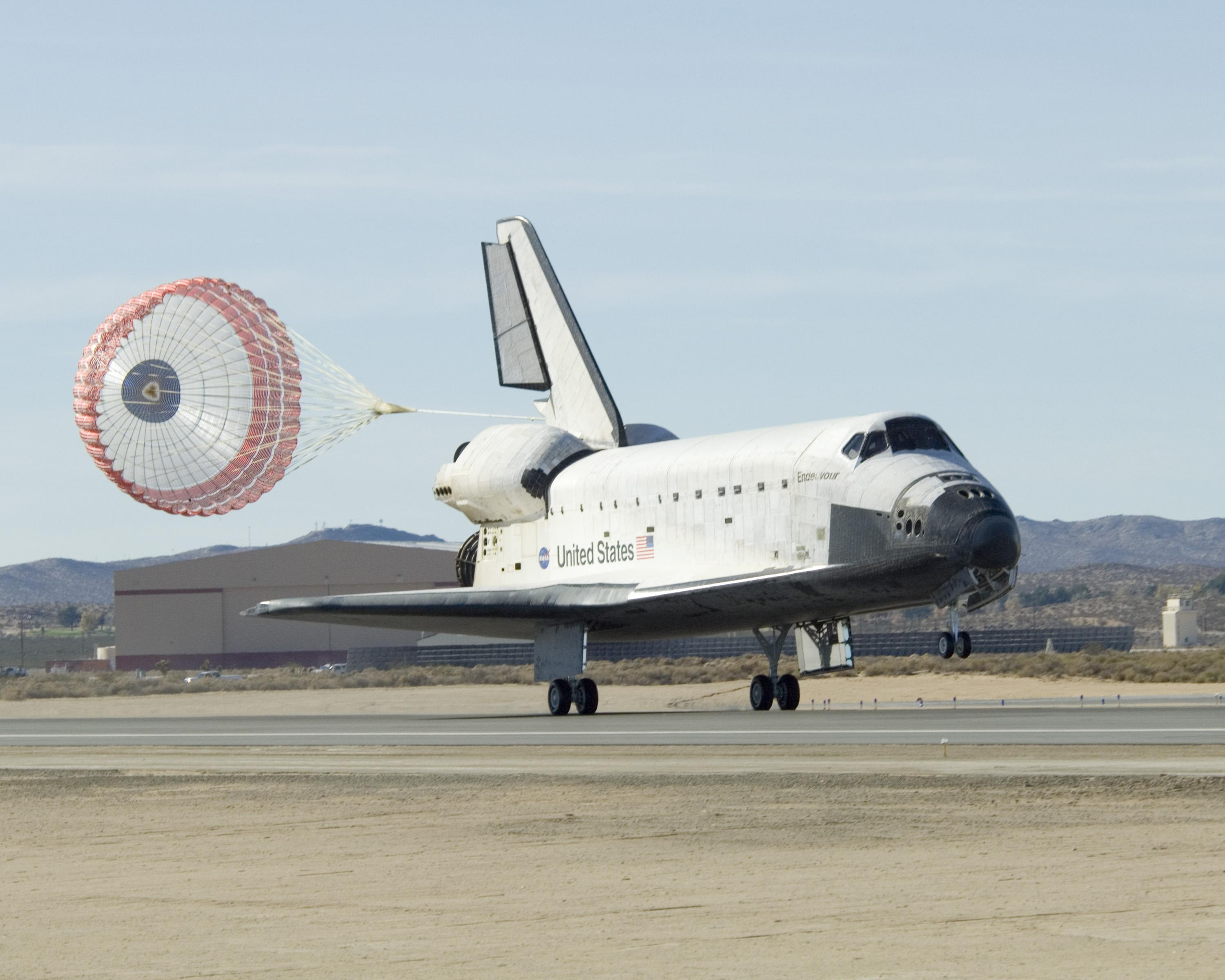
Orbitador del transbordador espacial aterrizando desde órbita formando parte de la misión STS-126

Una nave espacial reutilizable es una clase de nave espacial específicamente diseñada para soportar repetidos lanzamientos, vuelos orbitales, desorbitados y reentradas atmosféricas. 
Esto contrasta con las naves espaciales convencionales, las cuales están diseñadas para ser usadas una sola vez y desecharse (normalmente se deja que se quemen durante la reentrada atmosférica).
Ejemplos de naves espaciales reutilizables son los aviones espaciales (véase el orbitador del transbordador espacial, el Dream Chaser, el Boeing X-37, etc.) y algunas cápsulas espaciales como la SpaceX Dragon.
Dichas naves espaciales necesitan mecanismos para evitar la desintegración de la nave espacial y de sus ocupantes o carga útil durante la reentrada atmosférica. La falla de tales sistemas puede ser catastrófica, como lo que sucedió en el accidente del transbordador espacial Columbia.

## Diseño

### Reentrada atmosférica
Las naves espaciales reutilizables incluyen mecanismos para ser desorbitadas y reentrar en la atmósfera de forma controlada. Para este propósito, el Transbordador Espacial utilizaba el sistema OMS y la SpaceX Dragon utiliza sus propios motores. El desorbitado consiste principalmente en ralentizar la nave espacial, lo que hace que descienda hacía la atmósfera.
Como regla general, el escudo térmico representa alrededor del 15% del peso aterrizado de un vehículo de reentrada atmosférica.
Los sistemas de protección térmica (TPS) pueden estar hechos de una variedad de materiales, incluidos el carbono-carbono reforzado y los materiales ablativos. Históricamente, estos materiales se desarrollaron por primera vez para los MIRV. Sin embargo, los requisitos de los sistemas espaciales reutilizables difieren de aquellos de los vehículos de reentrada desechables, especialmente en lo que respecta a la protección térmica. En particular, la necesidad de revestimientos duraderos de alta emisividad que puedan soportar múltiples ciclos térmicos constituye un requisito clave en el desarrollo de nuevas naves espaciales reutilizables. Los materiales actuales para tales revestimientos de alta emisividad incluyen disiliciuros de metales de transición.
Los escudos térmicos ablativos son fiables, pero pesados y de un solo uso. Las losetas térmicas de carbono-carbono reforzado como las utilizadas en el Transbordador Espacial son frágiles, y esto se demostró en el accidente del transbordador espacial Columbia. Hacer una loseta térmica resistente pero ligera y efectiva representa un desafío técnico. Las losetas del Transbordador Espacial estaban hechas de material LI-900.

### Aterrizaje y reacondicionamiento
Las naves espaciales que aterrizan horizontalmente en una pista requieren alas y tren de aterrizaje. Estos elementos suelen consumir alrededor del 9-12% de la masa de la nave espacial, lo que reduce la carga útil o aumenta el tamaño de la nave. Conceptos como los cuerpos sustentadores ofrecen cierta reducción en la masa de las alas, al igual que la forma de ala en delta del orbitador del transbordador espacial.
Los aterrizajes verticales se pueden realizar con paracaídas o con propulsión. SpaceX Dragon fue un ejemplo de cápsula espacial con capacidad de reutilización con paracaídas. Su derivada, Dragon 2, originalmente estaba destinada a aterrizar con propulsión en tierra. Sin embargo, dicho concepto de reutilización se canceló en 2017 y finalmente aterriza con paracaídas en el mar.
Una vez que la nave espacial aterriza, es posible que deba reacondicionarse para prepararla para su próximo vuelo. Este proceso puede ser largo y costoso, y puede tardar hasta un año. Y es posible que la nave espacial no pueda volver a ser certificada como apta para humanos después del reacondicionamiento.
Eventualmente, existe un límite en la cantidad de veces que se puede reacondicionar una nave espacial antes de que deba ser retirada, pero la frecuencia con la que se puede reacondicionar una nave espacial difiere significativamente entre los distintos diseños.

## Lista de naves espaciales reutilizables

### Estados Unidos de América
- North American X-15
- Gemini
  - SC-2
- Orbitador del transbordador espacial (avión espacial)
  - Discovery
  - Challenger (Destruido en vuelo)
  - Columbia (Destruido en vuelo)
  - Enterprise (nunca voló)
  - Atlantis
  - Endeavour
- SpaceX Dragon
- Dragon 2
  - Crew Dragon
  - Cargo Dragon
- Boeing X-37 (avión espacial)
- Boeing Starliner
- Orión

#### En desarrollo
- SpaceX Starship
- SpaceDev Dream Chaser (avión espacial)

#### Cancelados
- Boeing X-20 Dyna-Soar

### Rusia/URSS
- VA
- Orbitadores de la clase Burán (avión espacial)
  - Burán
  - Ptichka (nunca voló)
  - 2.01 (nunca voló)
  - 2.02 (nunca voló)
  - 2.03 (nunca voló)

#### En desarrollo
- Orel

#### Cancelados
- Kliper (avión espacial)
- MAKS (avión espacial)

### Otros países
- Nave espacial tripulada china de próxima generación
- RLV-TD (prototipo de avión espacial robótico indio)

#### En desarrollo
- Space Rider (avión espacial robótico europeo sucesor del IXV)
- Avatar (avión espacial robótico indio)

#### Cancelados
- HOPE-X (avión espacial japonés)
- Transbordador Hermes (concepto francés)